# Gmina Gidle
Die Gmina Gidle ist eine Landgemeinde im Powiat Radomszczański der Woiwodschaft Łódź in Polen. Ihr Sitz ist das gleichnamige Dorf mit etwa 1450 Einwohnern.

## Geschichte
In den Jahren 1975 bis 1998 gehörte die Gemeinde zur Woiwodschaft Częstochowa.

## Gliederung
Zur Landgemeinde Gidle gehören 21 Dörfer mit einem Schulzenamt:
Borowa
Ciężkowice
Chrostowa
Gidle
Gowarzów
Górka
Graby
Kajetanowice
Kotfin
Ludwików
Michałopol
Piaski
Pławno
Ruda
Stanisławice
Stęszów
Włynice
Wojnowice
Wygoda
Zabrodzie
Zagórze
Weitere Ortschaften der Gemeinde sind:
Borki (kolonia)
Borki (osada)
Borowa (osada)
Budy
Górki
Huby Kotfińskie
Lasek-Kolonia
Mękwa
Młynek
Niesulów
Ojrzeń
Skrzypiec
Spalastry
Strzała
Wojnowice (osada)
Zielonka